# Spiteful (U-Boot)
HMS Spiteful (Kennung: P227) war ein U-Boot der britischen Royal Navy im Zweiten Weltkrieg. Das Boot wurde zwischen 1952 und 1958 von der französischen Marine unter dem Namen Sirène genutzt.

## Geschichte
Die Spiteful (engl.: bösartig oder gehässig) war ein U-Boot des dritten Bauloses der erfolgreichen S-Klasse. Dieses Baulos wird auch als Seraph-Klasse bezeichnet. Sie wurde am 19. September 1941 bei Scotts Shipbuilding and Engineering Company im westschottischen Greenock auf Kiel gelegt, lief am 5. Juni 1943 vom Stapel und wurde von der Royal Navy am 6. Oktober 1943 in Dienst gestellt.
Die Royal Navy setzte das U-Boot unter dem Kommando von Lt. F. H. Sherwood im Pazifikkrieg ein.
Die Spiteful versenkte am 30. Juni 1944 in der Malakkastraße ein japanisches Fischerboot mit dem Deckgeschütz. Am 2. Juli 1944 versenkte sie nordöstlich von Sumatra ein japanisches Segelschiff mit Bordartillerie. Am 14. Dezember 1944 versenkte die Spiteful in der Straße von Makassar eine japanische Einheit mit dem Deckgeschütz.
Am 25. Januar 1952 übernahm die französische Marine die Spiteful. Das U-Boot erhielt den französischen Namen Sirène. Die Sirène wurde im November 1958 an die Royal Navy zurückgegeben und 1963 verschrottet.